# يوفهيل تسومو
يوفهيل تسومو (مواليد 27 ديسمبر 1990 في برازافيل - جمهورية الكونغو) لاعب كرة قدم ألماني يلعب حاليا لصالح نادي الدرجة الأولى آينتراخت فرانكفورت الألماني منذ 2007 في مركز المهاجم .

## روابط خارجية
- يوفهيل تسومو على موقع قاعدة بيانات كرة القدم.إي يو (الإنجليزية)
- يوفهيل تسومو على موقع بيانات كرة القدم. دي إي (الألمانية)
- يوفهيل تسومو على موقع ناشيونال فوتبول تيمز (الإنجليزية)
- يوفهيل تسومو على موقع Soccerbase.com (لاعب) (الإنجليزية)
- يوفهيل تسومو على موقع Soccerway.com (الإنجليزية)
- يوفهيل تسومو على موقع عالم كرة القدم.نت (الإنجليزية)
- يوفهيل تسومو على موقع كووورة